# Hrvatski odbojkaški kup Vinka Dobrića 2022./23.
'Hrvatski odbojkaški kup Vinka Dobrića, odnosno Kup Vinka Dobrića je novi naziv za Hrvatski odbojkaški kup za seniore od sezone 2022./23. u spomen na Vinka Dobrića, jednom od najvećih hrvatskih odbojkaša, odbojkaškog trenera i funkcionera, preminulog u veljači 2022.

 
Kup je osvojio klub "Mursa-Osijek".

## Rezultati

### Osmina završnice
| rb | datum              | mjesto odigravanja            | par                                                      | rez.   | setovi                            | napomene | izvještaj |
| -- | ------------------ | ----------------------------- | -------------------------------------------------------- | ------ | --------------------------------- | -------- | --------- |
| 1. | 18. studenog 2022. | Čazma, ŠSD Čazma              | Čazma - Mladost Zagreb                                   | 0:3    | 18:25, 24:26, 22:25               |          |           |
| 2. | 19. studenog 2022. | Opatija, SD Marino Cvetković  | Opatija Volley - Mursa-Osijek                            | 0:3    | 11:25, 11:25, 14:25               |          |           |
| 3. | 19. studenog 2022. | Zadar, ŠD Krešimir Čosić      | Zadar - Ribola Kaštela (Kaštel Lukšić)                   | 3:2    | 13:25, 30:28, 21:25, 25:20, 15:12 |          |           |
| 4. | 19. studenog 2022. | Zagreb, ŠSD Boško Božić Pepsi | Medicinar Trnje Zagreb - Kitro Varaždin                  | 0:3    | 22:25, 18:25, 23:25               |          |           |
| 5. | 19. studenog 2022. | Slavonski Brod, SD Vijuš      | Marsonia Slavonski Brod - Centrometal (Črečan - Macinec) | 0:3    | 13:25, 15:25, 18:25               |          |           |
| 6. | 11. prosinca 2022. | Nuštar, OŠ Zrinskih - Nuštar  | Zrinski Nuštar - Split                                   | 0:3    | 11:25, 20:25, 20:25               |          |           |
| 7. |                    |                               | Rijeka                                                   | Rijeka | Rijeka                            | slobodni |           |
| 8. | 19. studenog 2022. | Rovinj, SD Gimnasium          | Rovinj - Sisak                                           | 2:3    | 25:21, 22:25, 25:21, 17:25, 11:15 |          |           |

### Četvrtzavršnica
| rb  | datum              | mjesto odigravanja             | par                                           | rez. | setovi                            | napomene | izvještaj |
| --- | ------------------ | ------------------------------ | --------------------------------------------- | ---- | --------------------------------- | -------- | --------- |
| 9.  | 27. siječnja 2023. | Split, SC Poljud               | Split - Mladost Zagreb                        | 0:3  | 10:25, 11:25, 14:25               |          |           |
| 10. | 7. prosinca 2022.  | Nedelišće, NCG Aton            | Centrometal (Črečan - Macinec) - Mursa-Osijek | 1:3  | 20:25, 25:16, 20:25, 20:25        |          |           |
| 11. | 7. prosinca 2022.  | Sisak, SD Zeleni brijeg        | Sisak - Zadar                                 | 3:0  | 28:26, 25:16, 25:21               |          |           |
| 12. | 6. prosinca 2022.  | Rijeka, Dvorana Mladosti Trsat | Rijeka - Kitro Varaždin                       | 3:2  | 19:25, 25:20, 19:25, 27:25, 15:11 |          |           |

### Poluzavršnica
| rb  | datum            | mjesto odigravanja             | par                    | rez. | setovi              | napomene | izvještaj |
| --- | ---------------- | ------------------------------ | ---------------------- | ---- | ------------------- | -------- | --------- |
| 13. | 8. veljače 2023. | Rijeka, Dvorana Mladosti Trsat | Rijeka - Mursa-Osijek  | 0:3  | 19:25, 21:25, 17:25 |          |           |
| 14. | 8. veljače 2023. | Sisak, SD Zeleni brijeg        | Sisak - Mladost Zagreb | 0:3  | 16:25, 12:25, 19:25 |          |           |

### Završnica
| rb  | datum            | mjesto odigravanja                  | klub1          | klub2        | rez. | setovi                            | napomene                      | izvještaj |
| --- | ---------------- | ----------------------------------- | -------------- | ------------ | ---- | --------------------------------- | ----------------------------- | --------- |
| 15. | 15. ožujka 2023. | Zagreb, Dom odbojke - Bojan Stranić | Mladost Zagreb | Mursa-Osijek | 2:3  | 19:25, 25:27, 25:22, 25:22, 11:15 | "Mursa-Osijek" pobjednik kupa |           |

## Vanjske poveznice
- natjecanja.hos-cvf.hr, Hrvatska odbojkaška natjecanja
- hos-cvf.hr, Hrvatski odbojkaški savez
- (engl.) hos-web.dataproject.com, Croatian Volleyball Federation